# Nelson (Nevada)
Nelson es un lugar designado por el censo localizado en el condado de Clark, Nevada, Estados Unidos.

## Geografía
La ubicación de Nelson está en el cañón Eldorado, montañas Eldorado. La ciudad se encuentra en la región sureste del valle Eldorado.
Nelson se encuentra en el lado de Nevada del río colorado cerca de 16 millas (25,7 km) al norte de Cottonwood Cove por agua. Es un error común que se crea que Nelson está en el lado de Nevada del Lago Mojave,[cita requerida] pero en realidad Nelson está a 16 millas de ahí. Nelson está a unos 25 kilómetros de Boulder City por carretera.

## Historia
Uno de los mayores auges mineros en la historia del estado se produjo cerca de aquí, en cañón Eldorado. Oro y plata fueron descubiertos aquí cerca de 1859.
En su apogeo, el área establecida obtuvo una reputación de ser áspero y sin ley. Durante la guerra Civil Americana, los desertores de la Unión y de los ejércitos confederados vagaron por el territorio, esperando que en un lugar tan aislado como este sería el último lugar donde las autoridades militares podrían buscarlos.
El rellano de Nelson, a unos cinco kilómetros al oeste del cañón Eldorado, Es conocida por haber sido incorporada al lago Mohave en 1974 después de que un gran aguacero en las montañas regionales hiciese desbordar los canales y provocase una inundación. Hay cinco amplios canales que se extienden desde las montañas locales hacia el río; el problema es que todos ellos convergen en un solo desagüe donde el rellano de Nelson estaba. La llegada de todo ese material hizo que el pueblo fuera destruido, provocando que nueve personas murieran cuando la inundación llegó. Se llegó a informar que la pared de agua y escombros tuvo alrededor de 40 pies (12,19 m) de altura al llegar al río.
Gran parte de Nelson que no se vio afectado por la inundación de 1974, sigue en existencia hoy en día y se encuentra camino hasta la rambla, lejos de los canales de inundación. La comunidad de baja densidad de población se compone principalmente de casas con rancho de propiedad privada, un río y las empresas mineras ubicadas cerca de una antigua estación de servicio Texaco que se ha utilizado como lugar de rodaje de varias películas, incluyendo 3000 Miles to Graceland.
La comunidad recibe el nombre de Nelson debido a Charles Nelson, un buscador que fue asesinado en su mina en 1897.[cita requerida]

## Cultura popular
Nelson aparece en el juego de 2010, Fallout: New Vegas.